# Kiseki no Big Fight
Kiseki no Big Fight é um single de Hironobu Kageyama e Susumu Oya lançado pela Forte Music Entertainment e distribuído pela Nippon Columbia em 21 de março de 1994.

## Produção
Hironobu Kageyama cantou a faixa-título, enquanto Susumo Oya cantou o lado B "Dragon Ball no Densetsu". Oya participou de várias trilhas da franquia Dragon Ball. Ele também é a voz por trás da abertura da série tokusatsu Tokusou Robo Janperson. Já o letrista Yukinojo Mori participou de inúmeras canções da franquia, tendo inclusive escrito "Cha-La Head-Cha-La", We Gotta Power/Bokutachi wa Tenshi Datta", "Genkai Toppa x Survivor", e a abertura do mais recente anime da franquia, Dragon Ball Daima, chamada "Jaka Jaan".
A composição de "Kiseki no Big Fight" foi feita por Tetsuji Hayashi, que compôs músicas por mais de cinco décadas no cenário da música pop japonesa, além de muitas músicas para animes. Já Keiju Ishikawa, compositor de "Dragon Ball no Densetsu", é responsável por várias composições para animes e para a franquia, tendo composto "WE GOTTA POWER", a segunda abertura da série Dragon Ball Z.

## Legado
As duas faixas do single foram criadas para o filme Dragon Ball Z: O Retorno do Guerreiro Lendário, sendo que "Kiseki no Big Fight" é seu encerramento.
"Kiseki no Big Fight" foi inclusa na coletânea comemorativa Dragon Ball Shin BEST, feita como parte das comemorações de 30 anos da franquia. Também está no álbum Dragon Ball Z Best Song Collection "Legend of Dragonworld".

## Recepção
O single chegou à 89ª posição no Oricon Singles Chart.

## Faixas
| N.º            | Título                    | Letras         | Música          | Arranjo        | Duração |  |
| 1.             | "Kiseki no Big Fight"     | Yukinojo Mori  | Tetsuji Hayashi | Osamu Totsuka  | 3:57    |  |
| 2.             | "Dragon Ball no Densetsu" | Y. Mori        | Keiju Ishikawa  | K. Ishikawa    | 3:39    |  |
| Duração total: | Duração total:            | Duração total: | Duração total:  | Duração total: | 7:36    |  |